# Dersiskärs grynnan
Dersiskärs grynnan är skär i Finland. Det ligger i Norra kvarken och i kommunen Malax i den ekonomiska regionen  Vasa i landskapet Österbotten, i den västra delen av landet. Skäret ligger omkring 41 kilometer väster om Vasa och omkring 390 kilometer nordväst om Helsingfors.
Skärets area är 0,6 hektar och dess största längd är 120 meter i sydväst-nordöstlig riktning. Det finns inga samhällen i närheten. På skäret står fyren ”Dersiskärsgrund”.